# 岩崎福三
岩崎 福三（いわさき ふくぞう、1925年3月11日 - 2012年2月29日）は日本の実業家で、鹿児島県に本拠を置く企業集団・岩崎産業の会長。

## 人物
鹿児島県出身。旧制立教中学校（現：立教池袋中学校・高等学校）を経て、1948年に立教大学経済学部を卒業。1965年千石運送社長、1968年岩崎産業副社長、1972年鹿児島交通社長。岩崎産業の創業者であった父・與八郎から同社を引き継ぎ、1981年にその社長に就任。
後に息子の芳太郎にその役を譲り、同社の会長に就任した。
鹿児島商工会議所の会頭・名誉会頭、指宿市の岩崎美術館の理事長、鹿児島経済同友会の特別幹事、鹿児島県バス協会の名誉会長、鹿児島日仏協会の会長なども務めるなど、地元鹿児島県の経済界の主導者として活躍。
2003年11月旭日中綬章受章。
2005年3月17日には日豪関係に優れた貢献を行ったとして駐日オーストラリア大使館から賞を贈られている。1994年1月17日には、父・與八郎の死去に伴い財団法人・岩崎育英奨学会の理事長に就任。
日本随一の富豪であり、フォーブスの調査による世界長者番付において、2004年度に世界第72位の長者に、2006年度のそれでは世界第95番目の長者に比定されている。
1人の妻、1人の息子、4人の娘を持ち、ジョギング、ゴルフを趣味とする。

## 文献資料
1. 1 2  『南日本新聞』 2012年3月1日付 1面
2. 1 2 3  『現代人物事典 出身県別 西日本版』サン・データ・システム、1980年6月、1871頁。
3. 1 2 3 4  『アジアの億万長者―いかにして彼らは成功したか』 P.257-258 〔ISBN 4331508781〕 - ジェフ・ヒスコック
4. ↑  『鹿児島県 　鹿児島県教育委員会所管公益法人一覧（教育委員会１）』 - 鹿児島県
5. ↑  『鹿児島経済同友会:役員名簿』 - 鹿児島経済同友会
6. ↑  『鹿児島県バス協会?事業案内?＞平成17年度 役員名簿』 - 社団法人 鹿児島県バス協会?鹿児島のバス会社情報?
7. ↑  “平成19年度 役員名簿”.   鹿児島県バス協会. 2007年6月29日時点のオリジナルよりアーカイブ。2023年4月27日閲覧。
8. ↑  『各地日仏協会リスト』 P.7 - 日仏会館 Maison Franco-Japonaise
9. ↑  “平成15年秋の叙勲 旭日中綬章受章者” (PDF).  内閣府. p. 1 (2003年11月3日). 2004年2月15日時点のオリジナルよりアーカイブ。2023年4月27日閲覧。
10. ↑  『豪日交流基金賞受賞者、多様な日豪関係を反映ダウナー連邦政府外務大臣から賞状を授与』 - Australia Webへようこそ！
11. ↑  『財団法人　岩崎育英奨学会』 - 財団法人　岩崎育英奨学会
12. ↑  『Forbes.com:Forbes World's Richest People 2004』（英語） - フォーブス

| 先代 岩崎與八郎 | 岩崎産業株式会社社長 第2代：1981年-2002年 | 次代 岩崎芳太郎 |